# Валансјен
Валансјен (фр. Valenciennes, хол. Valencijn) град је у северној Француској у региону Север Па де Кале и департману Север. Историјски, град припада региону Ено (Hainaut). Кроз Валансјен протиче река Шелда, коју Французи зову Еско (Escaut). 
Валансјен се налази на 52 километра од Лила, 106 километара од Брисела и 200 километара од Париза. 
Овај регион је доживео економски и демографски пад у периоду 1975—1990, али се од тада опоравља. По попису из 1999. град је имао 41.278 становника, док је у широј области живело 399.677. Године 2008. Валансјен је имао 42.656 житеља. 
До 1970-их главна индустрија је била индустрија челика и текстила. Године 2001. у граду је отворена линија за производњу аутомобила (Тојота Јарис). То је данас најзначајнија индустрија у Валансјену.

## Историја
Валансјен се први пут помиње 693. у правном документу краља Кловиса II. Од 923. је под суверенитетом Светог римског царства. Верује се да је 1008. Богородица „свеим кордоном“ спасла Валансјен од куге, што се и данас прославља. Од 16. века град је у оквиру Шпанске Низоземске. Луј XIV је 1677. заузео Валенијен за Француску. 
У Првом светском рату кроз град је пролазила Хинденбургова линија, па је Валансјен тада тешко разорен. Град је поново уништен у Другом светском рату. Валансјен је обновљен углавном бетонском архитектуром. 

## Географија

### Клима
| Клима (Валансјен)          | Клима (Валансјен) | Клима (Валансјен) | Клима (Валансјен) | Клима (Валансјен) | Клима (Валансјен) | Клима (Валансјен) | Клима (Валансјен) | Клима (Валансјен) | Клима (Валансјен) | Клима (Валансјен) | Клима (Валансјен) | Клима (Валансјен) | Клима (Валансјен) |
| Показатељ \ Месец          | .Јан.             | .Феб.             | .Мар.             | .Апр.             | .Мај.             | .Јун.             | .Јул.             | .Авг.             | .Сеп.             | .Окт.             | .Нов.             | .Дец.             | .Год.             |
| -------------------------- | ----------------- | ----------------- | ----------------- | ----------------- | ----------------- | ----------------- | ----------------- | ----------------- | ----------------- | ----------------- | ----------------- | ----------------- | ----------------- |
| Средњи максимум, °C (°F)   | 5,0 (41)          | 6,0 (42,8)        | 10,0 (50)         | 14,0 (57,2)       | 18,0 (64,4)       | 20,0 (68)         | 23,0 (73,4)       | 23,0 (73,4)       | 19,0 (66,2)       | 15,0 (59)         | 9,0 (48,2)        | 6,0 (42,8)        | 14 (57)           |
| Средњи минимум, °C (°F)    | 1,0 (33,8)        | 1,0 (33,8)        | 4,0 (39,2)        | 5,0 (41)          | 8,0 (46,4)        | 11,0 (51,8)       | 13,0 (55,4)       | 13,0 (55,4)       | 10,0 (50)         | 8,0 (46,4)        | 4,0 (39,2)        | 3,0 (37,4)        | 6,75 (44,15)      |
| Количина падавина, mm (in) | 48,4 (19,06)      | 43,7 (17,2)       | 39,2 (15,43)      | 37,4 (14,72)      | 37,4 (14,72)      | 48,0 (18,9)       | 52,9 (20,83)      | 51,7 (20,35)      | 39,5 (15,55)      | 47,1 (18,54)      | 46 (18,1)         | 49,4 (19,45)      | 540,7 (212,87)    |
| [ тражи се извор ]         |                   |                   |                   |                   |                   |                   |                   |                   |                   |                   |                   |                   |                   |

## Демографија
| 1962.  | 1968.  | 1975.  | 1982.  | 1990.  | 2011.  |
| ------ | ------ | ------ | ------ | ------ | ------ |
| 45.379 | 46.626 | 42.473 | 40.275 | 38.441 | 43.471 |

## Градови побратими
- Агриђенто
- Дирен
- Гљивице
- Медвеј
- Мишколц
- Москва
- Нака
- Будим
- Шалготарјан
- Јичанг